# Операција Антропоид
Операција Антропоид је био кодни назив за покушај атентата на СС-обергрупенфирера и генерала полиције Рајнхарда Хајдриха, шефа Рајхсзихерхајтсхауптамта (Главног безбедносног уреда Рајха, РСХА), здружених безбедносних служби Нацистичке Немачке, и вршиоца дужности Рајхспротектора Протектората Чешке и Моравске. Операција је изведена у Прагу 27. маја 1942. након што ју је припремила британска Управа за специјалне операције уз одобрење Чехословачке владе у егзилу. Хајдрих је само рањен у нападу, али је подлегао повредама 4. јуна 1942. Његова смрт је довела до таласа немилосрдних репресалија нацистичких СС трупа, укључујући уништавање читавих села и убијање цивила.
Хајдрих је био једна од кључних фигура у успону Адолфа Хитлера; као нацистичком моћнику, дата му је потпуна контрола над Коначним решењем и Холокаустом над Јеврејима у Европи. Упркос ризицима, главна сврха операције Антропоид, из чешке перспективе, је била да се истакне легитимитет владе у егзилу Едварда Бенеша.

## Позадина

### Протекторат Чешке и Моравске
Хајдрих, који је био шеф РСХА од септембра 1939, је постављен за вршиоца дужности Протектора Чешке и Моравске, након смене Константина фон Нојрата у септембру 1941. Хитлер се сложио са Химлером и Хајдрихом да је фон Нојратов релативно благ наступ према Чесима ојачавао антинемачка осећања и охрабривао антинемачки покрет отпора путем штрајкова и саботажа. Хајдрих је дошао у Праг да „ојача политику и спроведе мере против отпора“ и да одржи производне квоте чешке индустрије мотора и оружја, које су биле „екстремно важне за немачки ратни напор“ На овој дужности, де факто диктатора Чешке и Моравске, Хајдрих се често возио са својим возачем у аутомобилу са отвореним кровом. Сврха овога је била да покаже своје поверење у окупационе снаге и ефикасност своје владе. Због његове бруталне ефикасности, Хајдрих је добио надимке Прашки касапин, Плавокоса звер и Вешач.

### Стратешки контекст
До краја 1941, Хитлер је контролисао готово читаву континенталну Европу, а немачке снаге су се приближавале Москви. Савезници су сматрали да је капитулација Совјетског Савеза вероватна. Чехословачка влада у изгнанству у Лондону, и њен председник Едвард Бенеш су били под притиском британске обавештајне службе, јер је било врло мало видљивих знакова отпора од окупације Судета 1938 (окупација читаве државе је почела 1939). Преузимање ових области, спроведено по Минхенском споразуму, и немачки терор који је уследио је сломио вољу чешког народа у наредном периоду.
Док је у неколико других земаља које су поражене у отвореној борби (као што су Југославија, Пољска и Грчка) покрет отпора био активан од почетка окупације, окупиране чешке територије су остале релативно мирне, и производиле су значајне количине ратног материјала за Трећи рајх. Влада у изгнанству је осећала да је потребно да учини нешта шта би инспирисало Чехе, а такође показало свету да су Чеси савезници.
Статус Рајнхарда Хајдриха као вршиоца дужности Протектора Чешке и Моравске, као и његова репутација тлачитеља локалног становништва је довела до тога да он буде изабран уместо Карла Хермана Франка као мета атентата. Операција је такође требало да покаже нацистима да нису недодирљиви.

## Операција

### Планирање
Операцији је дат кодни назив „Антропоид“. Британска Управа за специјалне операције (СОЕ), је започела планирање 20. октобра 1941. За извођење операције 28. октобра (дан независности Чехословачке) су изабрани водник прве класе Јозеф Габчик (Словак) и штабни наредник Карел Свобода (Чех) Међутим, након што је Свобода доживео повреду главе током припрема за мисију, заменио га је Јан Кубиш (Чех), што је довело до одлагања операције јер Кубиш није завршио тренинг нити су за њега били припремљени потребни лажни документи.

### Убацивање
Јозеф Габчик и Јан Кубиш су заједно са седам војника чехословачке војске у изгнанству и две друге групе са кодним именима Силвер А и Силвер Б (које су имале друге мисије) пребачени Халифаксом Краљевског ратног ваздухопловства 138 ескадрона у Чехословачку у 22 часа, 28. децембра 1941. Габчик и Кубиш су искочили близу места Невижди, источно од Прага; мада је план био да искоче код Плзена, али су пилоти имали проблема са оријентацијом. Пребацили су се у Плзен где су успоставили контакт са својом везом, а одатле у Праг, где је планирано да напад буде изведен.
У прагу су ступили у контакт са неколико породица и антинацистичких организација од којих су добили помоћ у току припрема за атентат. Габчик и Кубиш су првобитно планирали да убију Хајдриха у возу, али су утврдили да ово није изводљиво. Други план је био да га убију у шуми на путу од Хајдриховог седишта до Прага. Планирали су да развуку кабл преко пута којим би зауставили Хајдрихов ауто, али је након неколико сати чекања, њихов командант, поручник Адолф Опалка (из чешког покрета отпора), дошао по њих да их врати у Праг. Трећи план је био да атентат изврше у Прагу.

### Напад у Прагу
Дана 27. маја 1942, у 10:30, Хајдрих је као и обично путовао од своје куће у Паненским Брежањима до Прашког храда. Габчик и Кубиш су чекали на трамвајској станици на оштрој кривини код болнице Буловка у прашком округу 8 - Либен. Ово место је изабрано зато што је возач због кривине морао да успори. Извиђач се налазио око 100 метара северно од Габчика и Кубиша како би уочио ауто који се приближава. Када је Хајдрихов Мерцедес са отвореним кровом стигао до кривине два минута касније, Габчик је стао испред аутомобила и покушао да отвори ватру, али се његов аутомат Стен закочио. Хајдрих је наредио свом возачу, СС-обершарфиреру Клајну да заустави возило. Када је Хајдрих устао и покушао да упуца Габчика својим пиштољем Лугер, Кубиш је бацио модификовану антитенковску мину (сакривену у ташни) на аутомобил. Фрагменти мине су пробили кроз задњи браник аутомобила и утиснули гелере и делове платна из поставе седишта у Хајдрихово тело, иако мина није експлодирала у аутомобилу. Кубиша је такође повредио гелер.
Након експлозије, Габчик и Кубиш су пуцали на Хајдриха из својих пиштоља али, у и они под утицајем шока од експлозије, нису успели да га погоде. Хајдрих, вероватно још увек несвестан својих повреда од гелера, се истетурао из возила, узвратио ватру и покушао да појури Габчика, али је убрзо пао. Клајн се вратио из неуспеле потере за Кубишом, који је побегао на бициклу. Хајдрих, који је тада већ крварио обилно, је наредио Клајну да потрчи за Габчиком. Клајн је стигао Габчика у касапској радњи у којој га је Габчик упуцао пиштољем два пута, ранивши га озбиљно у ногу. Габчик је затим трамвајем побегао у локално скровиште. Габчик и Кубиш су испрва били убеђени да њихов напад није био успешан.

### Лечење и смрт
Једна Чехиња је пришла да помогне Хајдриху, и зауставила је доставни комби. Хајдриха су прво поставили у кабину возила, али се жалио да му дрмусање наноси болове. Због тога су га преместили у задњи део возила и одвезли у болницу. Претрпео је тешке повреде леве стране тела, укључујући озбиљна оштећења дијафрагме, слезине и плућа, а имао је и поломљено ребро. Доктор сланина је обрађивао рану на грудима, док је доктор Диек, судетски Немац и шеф хирургије у болници, безуспешно покушавао да уклони комаде дрвета из ране. Професор Холбаум, шлески Немац који је био начелник хирургније на Карловом универзитету у Прагу, је оперисао Хајдриха уз помоћ доктора Диека и Сланине. Хирурзи су надували лево плућно крило које је колапсирало, уклонили врх поломљеног једанаестог ребра, ушили покидану дијафрагму, уметнули неколико катетера и уклонили слезину, у којој се налазио гелер и део материјала од седишта. Хајдрихов директни надређени, Химлер, је послао свог личног лекара, Карла Гебхарта, који је стигао исте вечери. Након 29. маја, Хајдрих је био у потпуности под негом СС лекара. Постоперативна нега је подразумевала и коришћење великих доза морфина. Постоје различите тврдње о томе да ли су коришћени сулфонамиди, али Гебхарт је на сведочењу 1947. током свог суђења за ратне злочине рекао да нису. Пацијент је имао високу температуру (38–39 °C), и рађена је дренажа рана. Након седам дана, изгледало је да се његово стање поправља, када је док је јео ручак, запао у шок. Већину преосталих сати је провео у коми, и умро је око 4:30 следећег јутра. Химлерови лекари су у званичном извештају као разлог смрти навели сепсу, то јест инфекцију крвотока. Једна од теорија је била да је коњска длака која је коришћена у постави седишта била утиснута у тело током експлозије, што је довело до системске инфекције. Такође је изнета и теорија да је умро од масивне плућне емболије. У прилог овој теорији, на аутопсији су откривене честице масти и крвних угрушака у десној срчаној комори и плућној артерији, као и озбиљан едем у горњим деловима плућа.

## Последице

### Репресалије
На сам дан атентата, Хитлер је наредио истрагу и репресалије, предложивши Химлеру да пошаље СС генерала Ериха фон дем Бах-Залевског у Праг; према послератном сведочењу Карла Хермана Франка, Хитлер је знао да ће Зелевски још окрутнији од Хајдриха. Хитлер је био за то да се убије 10.000 политички непоузданих Чеха, али је након консултације са Химлером одустао од ове идеје јер је Чешка била важна индустријска зона за немачку војску, и оваква мера би могла да умањи продуктивност читавог региона.
Нацистичка одмазда коју је наредио Химлер је свеједно била брутална. Више од 13.000 људи је ухапшено, укључујући и девојку Јана Кубиша, Ану Малинову, која је касније умрла у концентрационом логору Маутхаузен-Гусен. Ујна Адолфа Опалке, Марие Опалкова, је убијена у Маутхаузену 24. октобра 1942; његов отац, Виктор Јаролим, је такође убијен. Према једној процени, 5.000 људи је убијено у репресалијама.
Обавештајни извори су погрешно повезали атентаторе са селима Лидице и Лежаки. Извештај Гестапоа је означио Лидице као место у коме су се атентатори вероватно крили, јер се за више чешких официра у егзилу у Енглеској знало да су из овог места. Осим тога, Гестапо је открио радио предајник покрета отпора у месту Лежаки. Село Лидице је уништено 9. јуна 1942. 199 мушкараца је стрељано, 95 деце је одведено у заробљеништво (81 је касније убијено у душегупкама у логору смрти Хелмно; осморо других су дати на усвајање немачким породицама), а 195 жена је одмах депортовано у концентрациони логор Равензбрик. Сви одрасли мушкарци и жене у селу Лежаки су убијени. Оба места су спаљена, а рушевине Лидица су сравњене са земљом.
Могућност да ће Немци применити принцип „колективне одговорности“ у овој размери како би осветили Хајдрихово убиство чешка влада у егзилу или није предвидела, или је сматрала да је то прихватљива цена за одстрањивање Хајдриха и провоцирање репресалија које би умањиле апатију Чеха према немачкој окупационој администрацији.
Британски премијер, Винстон Черчил, је био толико бесан кад је чуо за немачку одмазду да је чак предложио да се сравне по три немачка села за свако чешко село које нацисти униште. Две године након Хајдрихове смрти је планиран сличан атентат; овога пута је мета био Хитлер, али операција (кодни назив Фоксли) није одобрена.
Операција Антропоид је једино успешно циљано убиство неког од нацистичких челника организовано од стране неке владе. Пољски покрет отпора је убио два висока официра СС у Генералном губернаторству (операције Кучера и Биркл); такође, у операцији Блоуап, генералног комесара Белорусије, Вилхелма Кубеа је убила совјетска партизанка Јелена Мазаник, Белорускиња која је успела да се запосли у његовом домаћинству како би га убила.

### Истрага и лов
У данима након Лидица, нису пронађени трагови одговорних за Хајдрихову смрт, упркос томе што су нацисти улагали огромне напоре да их нађу. Тада је 18. јун 1942. јавно постављен као рок војсци и народу Чехословачке за хватање атентатора. Ако они не буду ухваћени до истека рока, Немци су претили да ће пролити много више крви, верујући да ће ова претња бити довољна да натера потенцијалне доушнике да издају одговорне. Заиста, многи грађани су били врло застрашени одмаздама, што је задржавање информација чинило све тежим. Атентатори су се испрва крили код двају прашких породица, а касније су се скривали у православној Цркви светих Ћирила и Меторија у Прагу. Немци нису успевали да нађу атентаторе све док диверзанта Карела Чурду није ухватио Гестапо, и он им је одао имена локалних контаката за награду од 500.000 рајхсмарака.
Чурда је издао неколико скровишта укључујући оно у стану породице Моравец у Жижкову. У 05:00, 17. јуна, у стану Моравецових је извршена рација. Породица је изведена у ходник док је Гестапо претраживао њихов стан. Госпођа Марија Моравец је тражила да је пусте у тоалет, где је загризла капсулу са цијанидом и убила се. Господин Моравец, који није био упознат са везама своје породице са покретом отпора је одведен заједно са својим седамнаестогодишњим сином Атом који је уз мучење испитиван цео дан, али је одбио да прича. Син је на крају напијен и показана му је одсечена мајчина глава у рибљем акваријуму. Рекли су му да ће његов отац бити следећи ако им не каже оно шта их занима. Ово је га је коначно навело да каже испитивачима Гестапоа одговоре на питања која су му постављали.
Снаге Вафен-СС су сутрадан спремиле заседу око цркве, али упркос свим напорима 700 војника СС под командом генерала Карла Фишера фон Тројенфелда, нису успели да ухвате падобранце живе; тројица, укључујући Кубиша, су убијена унутар цркве у двочасовном обрачуну (мада се за Кубиша прича и да је преживео борбу а да је умро убрзо потом од задобијених рана). Преостала четворица, укључујући Габчика, су починила самоубиство у крипти након више напада СС и покушаја да их истерају сузавцем. Чак су и ватрогасци доведени да покушају да поплаве крипту. И Немци (СС и полиција) су претрпели губитке: 14 припадника СС убијено и 21 рањен по једном извору, мада је званични извештај СС навео само пет рањених војника СС. Припадници покрета отпора у цркви су имали само пиштоље малог калибра, док су нападачи имали аутоматско оружје и ручне гранате. Након обрачуна, Чурда је потврдио идентитет погинулих припадника покрета отпора, укључујући Кубиша и Габчика.
Епископ Горазд Чешки је у покушају да умањи репресалије над својом паством, преузео одговорност за активности у цркви, и чак о томе писао нацистичкој управи, која га је ухапсила 27. јуна 1942. и мучила га. 4. септембра 1942. епископ, свештеници цркве и неки виђенији грађански прваци су одведени на стрелиште  Кобилиси у северном предграђу Прага, и стрељани. Православна црква епископа Горазда слави као мученика.

### Политичке последице и каснија дешавања
Атентат на Хајдриха је био један од најзначајнијих тренутака у отпору окупатору у Чехословачкој. Овај чин је имао толики утицај да је одмах одбачен Минхенски споразум (који су Чеси називали „Минхенским диктатом“), чије су потписнице биле и Велика Британија и Француска, као и немачки савезник, Италија. Британија и Француска су се сложиле да када нацисти буду поражени, анексирана територија Судета буде враћена Чехословачкој.
За Хајдриха као једног од утицајних нацистичких вођа су одржане две велике погребне церемоније: прва у Прагу, где су дуж пута до Прашког замка биле поређане хиљаде припадника СС са бакљама, а затим и у Берлину, где су присуствовали сви водећи чланови нацистичког режима, укључујући и Хитлера који је на погребни јастук поставио Немачки орден и Орден крви.
Издајник, Карел Чурда је, након покушаја самоубиства, обешен 1947. због велеиздаје.